# 인단백질

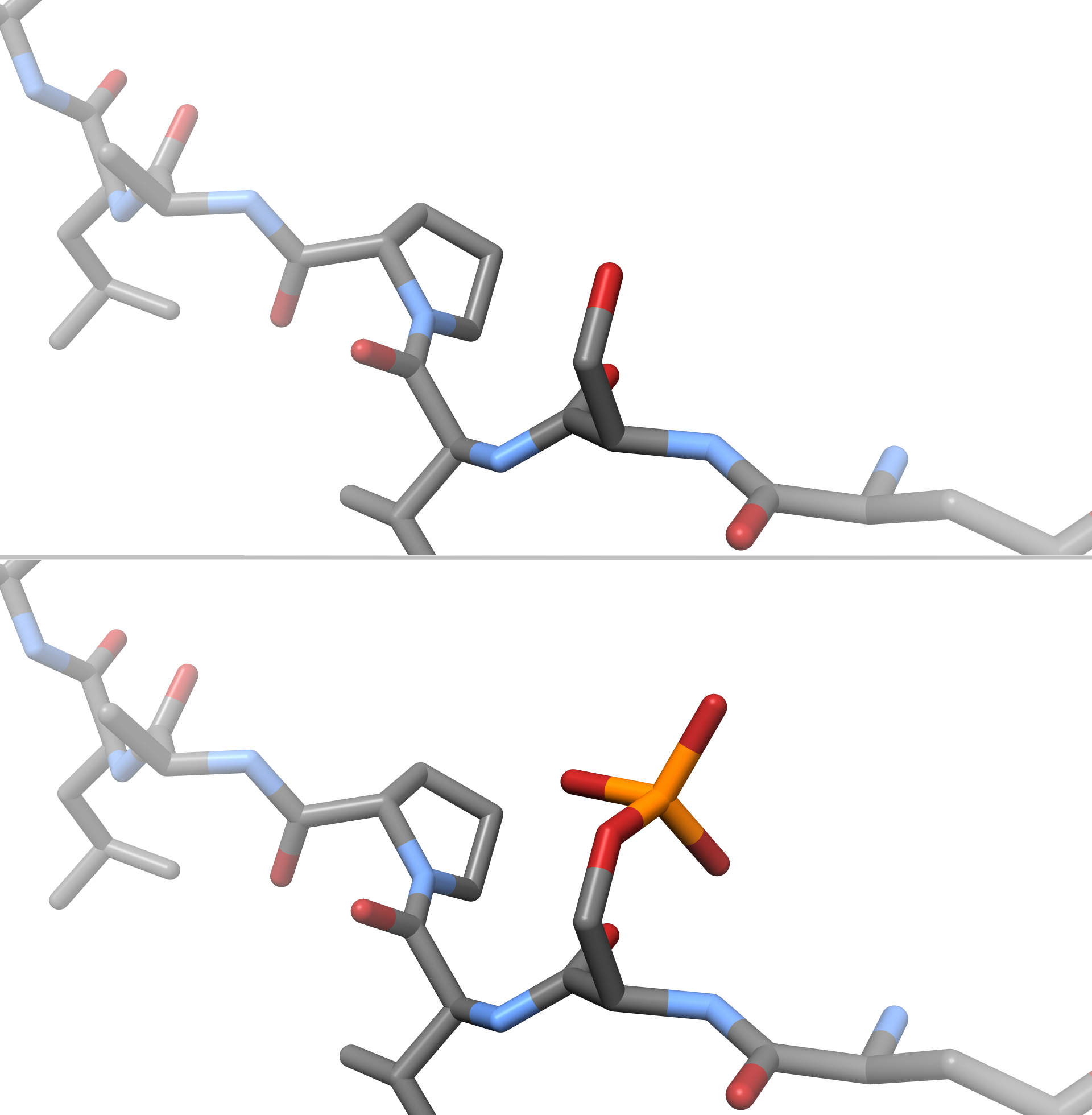
인산화 전후의 아미노산 사슬의 세린

인단백질(燐蛋白質, 영어: phosphoprotein) 또는 인산단백질(燐酸蛋白質)은 인산기를 통해 단일 인산기 또는 5'-포스포-DNA와 같은 복잡한 분자가 부착되어 번역 후 변형된 단백질이다. 표적이 되는 아미노산은 대부분 세린, 트레오닌이나 티로신 잔기(주로 진핵생물에서), 또는 아스파르트산이나 히스티딘 잔기(주로 원핵생물에서)이다.

## 생물학적 기능
단백질의 인산화는 세포에서 주요 조절 기작이다.

## 임상적 의의
인단백질은 유방암의 바이오마커로 제안되었다.

## 같이 보기
- 인산화